# Lisleby Fotballklubb
Il Lisleby Fotballklubb è una società calcistica norvegese con sede nella città di Fredrikstad. Milita nella 5. divisjon, sesta divisione del campionato norvegese.

## Storia
Il club fu fondato come associazione calcistica in data 8 maggio 1920. Gli sport praticati furono allargati a wrestling, atletica leggera e pugilato due anni dopo. Dal 1924, la polisportiva pratica anche pattinaggio di velocità su ghiaccio. Nel 1927 fu abbandonato il wrestling e nel 1935 subì la stessa sorte il pugilato. Nel 1949 fu creata una squadra di pallamano.
La divisione calcistica militò in più occasioni nel massimo campionato norvegese.

## Palmarès

### Altri piazzamenti
- Coppa di Norvegia:

Semifinalista: 1931, 1932, 1936, 1945